# Nieuwe Compagniesterdiep
Het Nieuwe Compagniesterdiep is een voormalig interprovinciaal kanaalwaterschap in de provincies Groningen en Drenthe.
Het waterschap had het onderhoud van het zuidelijke deel van het kanaal met dezelfde naam en de bijbehorende dijken als voornaamste taak. De gronden die belang hadden bij het bestaan van het kanaal moesten bijdragen in de kosten. Deze gronden waren gelegen binnen de schappen Kropswolde en Wolfsbarge en Nieuwe Compagnie. Bovendien betaalden de onbemalen landen ten zuiden van deze polders mee. De oostgrens van het schap lag bij het Kielsterdiep, de westgrens bij de N386. De gronden waren via wijken verbonden met het Nieuwe Compagniesterdiep, dat via een sluis uitkwam in het Kielsterdiep.
Op de bij de Geertsema behorende kaart staat wel het kanaal, maar niet het bijbehorende gebied ingetekend.
Het Nieuwe Compagniesterdiep werd in 1967 gedempt.
Waterstaatkundig gezien ligt het gebied sinds 2000 binnen dat van het waterschap Hunze en Aa's.

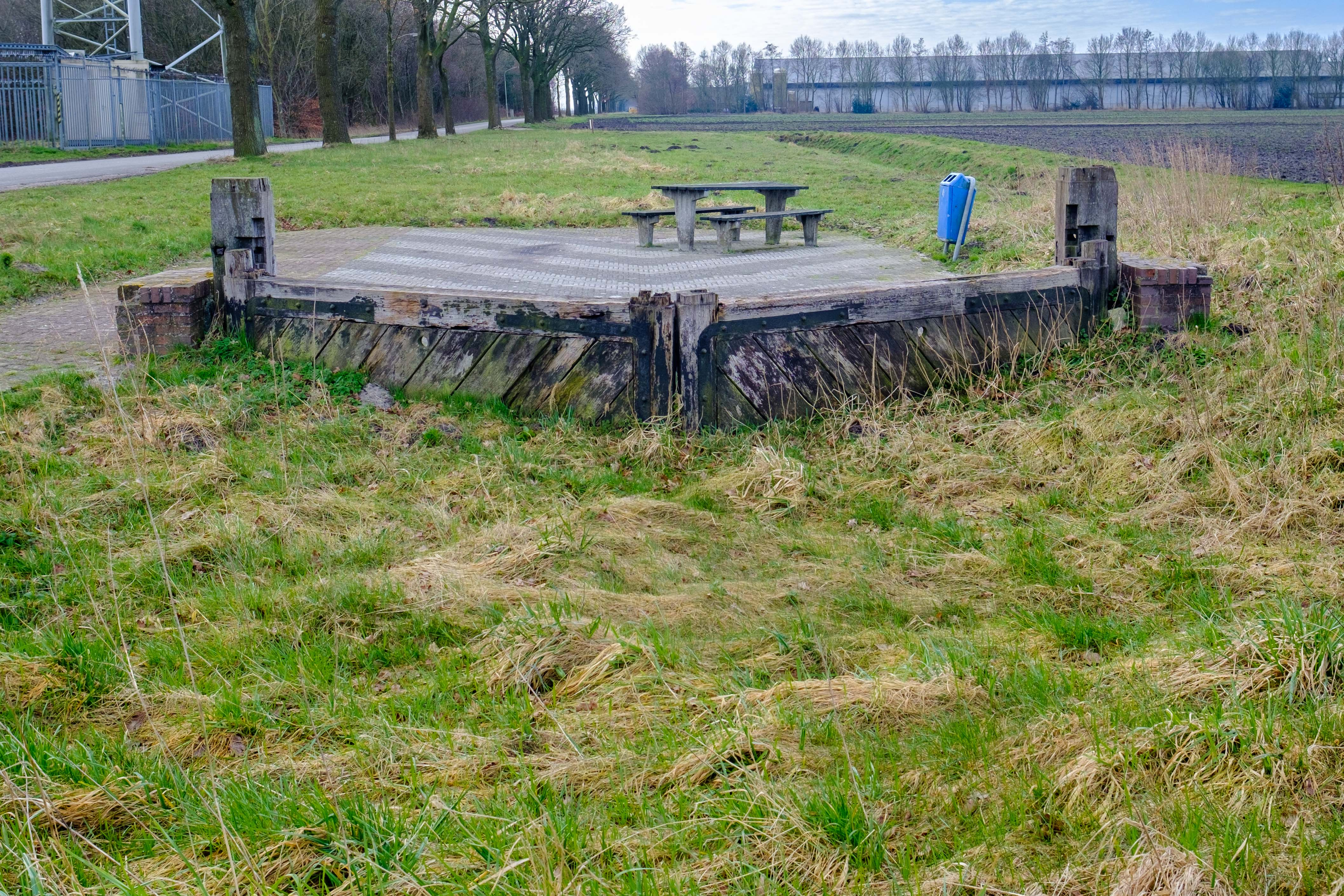
Voormalige schutsluis van het Nieuwe Compagniesterdiep gezien vanaf het Kielsterdiep in de richting van het zuiden